# Паморівщина
Паморівщина (біл. вёска Памароўшчіна) — село в складі Мядельського району Мінської області, Білорусь. Село підпорядковане Сватківській сільській раді, розташоване в північній частині області.